# عباس مرداسي
عباس مرداسي (22 ديسمبر 1982 إيران إيران - ) هو لاعب كرة قدم إيراني.